# District de Hlohovec
Le district de Hlohovec est l'un des 79 districts de Slovaquie dans la région de Trnava.

## Démographie

### Évolution de la population
| Année:               | 1994.  | 2004.   | 2014.   | 2024.   |
| -------------------- | ------ | ------- | ------- | ------- |
| Nombre de personnes: | 45 494 | 45 282  | 45 723  | 42 762  |
| Différence:          |        | -0,46 % | +0,97 % | -6,47 % |

| Année:               | 2023.  | 2024.   |
| -------------------- | ------ | ------- |
| Nombre de personnes: | 43 197 | 42 762  |
| Différence:          |        | -1,00 % |

## Liste des communes
Source :

### Ville
- Hlohovec
- Leopoldov

### Villages
Bojničky | Červeník | Dolné Otrokovce | Dolné Trhovište | Dolné Zelenice | Dvorníky  | Horné Otrokovce | Horné Trhovište | Horné Zelenice | Jalšové | Kľačany | Koplotovce  | Madunice | Merašice | Pastuchov | Ratkovce | Sasinkovo | Siladice | Tekolďany | Tepličky | Trakovice | Žlkovce